# 薩貝薩 (堪薩斯州)
薩貝薩（英語：Sabetha）是一個位於美國堪薩斯州布朗縣和尼馬哈縣的城市。

## 地方資料
根據2010年美國人口普查的數據，薩貝薩的面積為8.30平方千米，當中陸地面積為8.26平方千米，而水域面積為0.04平方千米。當地共有人口2571人，而人口密度為每平方千米309.76人。